# Psammameira grandis
Psammameira grandis är en kräftdjursart som först beskrevs av Nicholls 1939.  Psammameira grandis ingår i släktet Psammameira och familjen Ameiridae. Inga underarter finns listade i Catalogue of Life.